# Europese Economische Gemeenschap

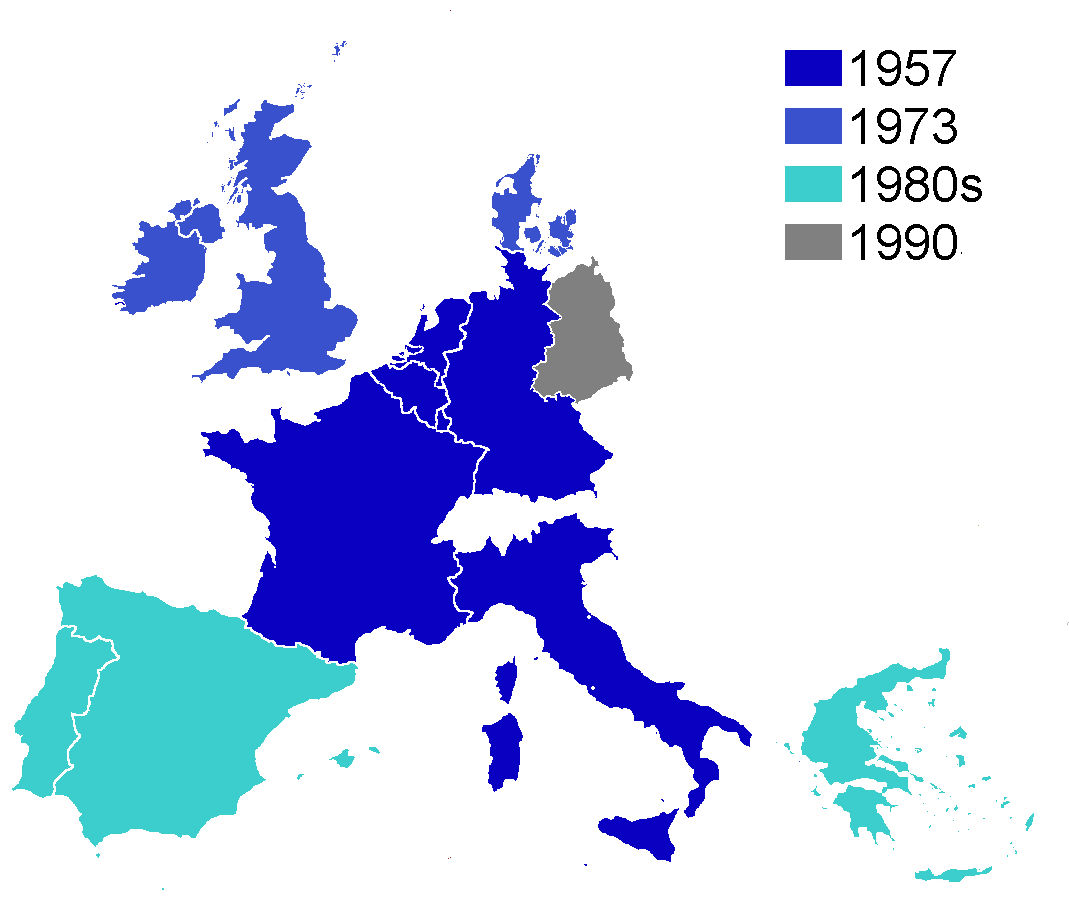
EEG van 1957 tot 1993

De Europese Economische Gemeenschap (EEG) werd opgericht op 1 januari 1958, toen het Verdrag van Rome in werking trad. Dit verdrag was op 25 maart 1957 getekend door België, de Bondsrepubliek Duitsland, Frankrijk, Italië, Luxemburg en Nederland.
De EEG stond aan de basis van de huidige Europese Unie. Binnen de EEG werd een gemeenschappelijke markt gevormd. Het EEG-verdrag bevatte bepalingen over landbouw, transportmogelijkheden en economische relaties met niet-leden. Later zouden ook kapitaal en arbeidskrachten deel uitmaken van de gemeenschappelijke markt.
Bij het Verdrag van Rome werd tevens de Europese Gemeenschap voor Atoomenergie (ook wel bekend als Euratom) opgericht. In 1951 was al de Europese Gemeenschap voor Kolen en Staal (EGKS) opgericht. De drie organisaties kregen door een fusieverdrag in 1967 samen één Commissie, één Raad en één budget. Ze werkten verder onder de verzamelnaam Europese Gemeenschappen (EG), maar de drie verdragsorganisaties bleven wel los van elkaar bestaan. 
In 1993, bij de inwerkingtreding van het Verdrag van Maastricht, werd de naam van de gemeenschap gewijzigd in Europese Gemeenschap. De reden hiervoor was dat de verdragsbepalingen zich vanaf dat moment veel verder uitstrekten dan alleen op het economische gebied.

## Lidstaten
| Lidstaat            | Sinds                                                                    | Talen                                  |
| ------------------- | ------------------------------------------------------------------------ | -------------------------------------- |
| België              | 25 maart 1957                                                            | Nederlands, Frans, Duits               |
| Duitsland           | 25 maart 1957 *op 3 oktober 1990 uitgebreid met de oostelijke deelstaten | Duits                                  |
| Frankrijk           | 25 maart 1957                                                            | Frans                                  |
| Italië              | 25 maart 1957                                                            | Italiaans                              |
| Luxemburg           | 25 maart 1957                                                            | Duits, Frans, Luxemburgs               |
| Nederland           | 25 maart 1957                                                            | Nederlands, Fries                      |
| Denemarken          | 1 januari 1973                                                           | Deens                                  |
| Ierland             | 1 januari 1973                                                           | Engels, Iers                           |
| Verenigd Koninkrijk | 1 januari 1973                                                           | Engels                                 |
| Griekenland         | 1 januari 1981                                                           | Grieks                                 |
| Portugal            | 1 januari 1986                                                           | Portugees                              |
| Spanje              | 1 januari 1986                                                           | Spaans, Catalaans, Baskisch, Galicisch |

## Chronologie
|                          |                                        |                                                          |                                                          |                                                          |                                                          |                           |                           |                    |      |          |      |
| 1948                     | 1952                                   | 1958                                                     | 1967                                                     | 1987                                                     | 1993                                                     | 1993                      | 1999                      | 2002               | 2003 | 2009     | 2011 |
| Brussel                  | EGKS                                   | EEG / Euratom                                            | Fusieverdrag                                             | Europese Akte                                            | EU-Verdrag                                               | EU-Verdrag                | Amsterdam                 |                    | Nice | Lissabon |      |
|                          |                                        |                                                          | Europese Gemeenschap voor Kolen en Staal (EGKS)          |                                                          |                                                          |                           |                           |                    |      |          |      |
|                          |                                        | Europese Gemeenschap voor Atoomenergie (EURATOM)         |                                                          |                                                          |                                                          |                           |                           |                    |      |          |      |
|                          | Europese Economische Gemeenschap (EEG) | Europese Economische Gemeenschap (EEG)                   | → P Ĳ L E R S →                                          |                                                          | Europese Gemeenschap (EG)                                | Europese Gemeenschap (EG) | Europese Gemeenschap (EG) | Europese Unie (EU) |      |          |      |
|                          | ↑Europese Gemeenschappen↑              | ↑Europese Gemeenschappen↑                                | ↑Europese Gemeenschappen↑                                | Justitie & Binnenlandse Zaken (JBZ)                      | Europese Gemeenschap (EG)                                | Europese Gemeenschap (EG) | Europese Gemeenschap (EG) | Europese Unie (EU) |      |          |      |
|                          |                                        | Politiële & justitiële samenwerking in strafzaken (PJSS) | → P Ĳ L E R S →                                          |                                                          |                                                          |                           |                           | Europese Unie (EU) |      |          |      |
|                          | Europese politieke samenwerking (EPS)  | Gemeenschappelijk buitenlands & veiligheidsbeleid (GBVB) | Gemeenschappelijk buitenlands & veiligheidsbeleid (GBVB) | Gemeenschappelijk buitenlands & veiligheidsbeleid (GBVB) | Gemeenschappelijk buitenlands & veiligheidsbeleid (GBVB) |                           |                           | Europese Unie (EU) |      |          |      |
|                          | Europese politieke samenwerking (EPS)  |                                                          |                                                          |                                                          |                                                          |                           |                           | Europese Unie (EU) |      |          |      |
| West-Europese Unie (WEU) |                                        |                                                          |                                                          |                                                          |                                                          |                           |                           | Europese Unie (EU) |      |          |      |
|                          |                                        |                                                          |                                                          |                                                          |                                                          |                           |                           |                    |      |          |      |